# Ernest Cadine
Ernest Cadine (Seine-Saint-Denis, 12 luglio 1893 – Parigi, 28 maggio 1978) è stato un sollevatore francese.

## Palmarès
- Giochi olimpici

Anversa 1920: oro nei pesi massimi-leggeri.